# Omar Catarí
Omar Catarí est un boxeur vénézuélien né le 25 avril 1964 à Barquisimeto.

## Carrière
Il remporte aux Jeux olympiques d'été de 1984 à Los Angeles la médaille de bronze dans la catégorie poids plumes.

## Palmarès

### Jeux olympiques
- Médaille de bronze en -57 kg aux Jeux de 1984 à Los Angeles, États-Unis